# Halil Mutlu
Halil Mutlu (* 14. Juli 1973 in Postnik bei Kardschali, Bulgarien) ist ein ehemaliger türkischer Gewichtheber und dreifacher Olympiasieger.

## Karriere
Mutlu gewann in seiner Laufbahn drei Goldmedaillen bei Olympischen Spielen, fünf Weltmeisterschaften und neun Europameisterschaften. Des Weiteren stellte er 21 Weltrekorde auf.
Mutlu begann seine internationale Karriere als Gewichtheber bei der Europameisterschaft 1990 in Aalborg in der Klasse bis 52 kg. Mit einer Leistung von 230 kg (102,5 kg / 127,5 kg) platzierte sich der damals 16-Jährige auf dem vierten Platz. Sieger wurde Iwan Iwanow mit 265,0 kg. Bereits ein Jahr später konnte er mit 240 kg im Zweikampf, bestehend aus 105 kg im Reißen und 135 kg im Stoßen, drei Bronzemedaillen bei der EM in Wladyslowo gewinnen. Als er fünf Tage später zu seiner ersten Junioren-Weltmeisterschaft antrat, konnte er sich mit derselben Reißleistung Silber sichern. Mit 127,5 kg im Stoßen und somit 232,5 kg im Zweikampf erreichte er jedoch jeweils nur den vierten Platz.
1992 bestritt Mutlu seine ersten Olympischen Spiele. Obwohl er bereits bei der Europameisterschaft in Ungarn mit 247,5 kg (110 kg / 137,5 kg) den dritten Platz belegte und bei der Junioren-WM in Warna mit 250 kg (112,5 kg / 137,5 kg) Silber belegte, reichte seine Leistung von 247,5 kg in Barcelona nur für den fünften Platz. Sieger wurde wieder Iwanow aus Bulgarien. Mit der gleichen Leistung gewann er jedoch bei der Junioren-EM in Cardiff seine drei ersten internationalen Goldmedaillen.
Mit der Gewichtsklassenumstellung 1993 trat Mutlu in der Klasse bis 54 kg an und steigerte sich enorm. Bereits sechs Monate nach Cardiff gewann er die Junioren-WM in Cheb mit 275 kg im Zweikampf (122,5 kg / 152,5 kg). Zweiter wurde aufgrund des höheren Körpergewichts der Bulgare Sewdalin Mintschew mit derselben Leistung. Zur Aktiven-WM in Melbourne musste sich Mutlu jedoch mit dergleichen Leistung ein weiteres Mal Iwan Iwanow geschlagen geben, der 277,5 kg erzielte.
In den darauf folgenden Jahren gewann Mutlu, mit Ausnahme der WM 1995 in China, jede Europa- und Weltmeisterschaft, an der er teilnahm. Auch die Olympischen Spiele 1996 in Atlanta konnte er diesmal mit 287,5 kg für sich entscheiden. Mutlu hatte sich in diesem Zeitraum zeitweise bis auf 290 kg (WM 1994 in Istanbul) gesteigert.
1998 wurde das Fliegengewicht abgeschafft und er wechselte ins Bantamgewicht bis 56 kg und setzte dort seine Siegesserie fort. Bei einem Großteil seiner Wettkämpfe war er seinen Gegnern dermaßen überlegen, dass er zu seinem dritten Stoßversuch entweder gar nicht antrat oder nur um einen neuen Weltrekord aufzustellen.
Die Olympischen Spiele 2000 in Sydney gewann er überlegen mit 305 kg im Zweikampf, drei Weltrekorden und 17,5 kg Abstand auf den Zweitplatzierten.
Nachdem er 2002 wegen Verletzungen an keinen internationalen Wettkämpfen teilgenommen hatte, startete er zur Europameisterschaft 2003 in Loutraki und zur WM in Vancouver in der Klasse bis 62 kg, welche er beide mit 320 kg und 322,5 kg gewann. Zu den Olympischen Spielen 2004 trat er jedoch wieder im Bantamgewicht bis 56 kg an und gewann hier seine dritte olympische Goldmedaille mit 295,0 kg im Zweikampf.
2005 trat er noch einmal zur EM in Sofia in der Klasse bis 62 kg an und gewann mit 307,5 kg Gold. Im selben Jahr wurde er für zwei Jahre von der IWF gesperrt, nachdem ihm in einem Dopingtest Nandrolon nachgewiesen werden konnte. Mutlu selbst bestritt, dass dies wissentlich geschah.
2008 versuchte er ein Comeback, um als einziger Gewichtheber vier Olympische Spiele zu gewinnen. Nachdem er allerdings bei der Europameisterschaft in Lignano nur zwei gültige Versuche einbringen konnte und mit 269 kg im Zweikampf weit unter den Erwartungen blieb, nahm er trotz des Europameistertitels nicht in Peking teil, wo er mit dieser Leistung keinerlei Siegeschancen gehabt hätte.

## Sonstiges
- In Bulgarien geboren, gehörte Mutlu, wie sein Mannschaftskollege Naim Süleymanoğlu, der türkischen Minderheit an und wanderte in die Türkei aus.
- Mutlu ist einer von wenigen Gewichthebern, die ihr dreifaches Körpergewicht gestoßen haben.
- Ähnlich Süleymanoğlu, dem „Pocket Hercules“, hat auch Mutlu während seiner Karriere Spitznamen erhalten. Die bekanntesten sind „Little Dynamo“ und in Anlehnung an sein Vorbild „Little Naim“.

## Persönliche Bestleistungen
- Reißen: 147,5 kg bei der Weltmeisterschaft 2003 in Vancouver in der Klasse bis 62 kg.
- Stoßen: 175 kg bei der Europameisterschaft 2003 in Loutraki in der Klasse bis 62 kg.
- Zweikampf: 322,5 kg bei der Weltmeisterschaft 2003 in Vancouver in der Klasse bis 62 kg.

## Auszeichnungen
- 2000, 2004 erhielt er den Sedat-Simavi-Preis für Sport